# Euphorbia bonplandii
Euphorbia bonplandii là một loài thực vật có hoa trong họ Đại kích. Loài này được Sweet mô tả khoa học đầu tiên năm 1830.